# Sadok Mazigh
Sadok Mazigh, né le 16 juillet 1906 à Tunis et mort le 14 mars 1990, est un écrivain, traducteur et poète tunisien.

## Biographie
Sadok Mazigh naît le 16 juillet 1906 dans le quartier de Bab Souika à Tunis. Il intègre l'école coranique puis l'école Sadiki. Il obtient une licence en littérature arabe et enseigne au lycée Carnot de Tunis.
Mazigh a publié plusieurs livres dont le plus connu est la traduction en 1972 du Coran en français.

## Distinctions
Il reçoit en 1953 le Prix de Carthage et en 1982 le Prix littéraire de Tunis. Il est membre de la Fondation nationale pour la traduction.
Il est décoré du grand cordon de l'Ordre du mérite littéraire et artistique de Tunisie.
Un prix de traduction vers l'arabe portant son nom est décerné chaque année lors de la Foire internationale du livre de Tunis (ar).